# Kazimierz Ziobro
Kazimierz Bronisław Ziobro (ur. 12 lipca 1949 w Nowej Wsi Czudeckiej) – polski samorządowiec, urzędnik, działacz opozycji antykomunistycznej w PRL, od 2006 do 2010 wicemarszałek województwa podkarpackiego, poseł na Sejm VII kadencji.

## Życiorys
Ukończył w 1975 studia z zakresu teologii na Katolickim Uniwersytecie Lubelskim. Od 1976 do 1982 pracował w hucie szkła w Jarosławiu (obecnie Owens-Illinois). W 1980 został członkiem „Solidarności”. Kierował międzyzakładową komisją związkową w regionie (jej członkinią była m.in. Maria Podolec), był też delegatem na I KZD w Gdańsku. Po wprowadzeniu stanu wojennego stał na czele komitetu strajkowego w swoim zakładzie pracy, przez kilka miesięcy ukrywał się, został następnie dyscyplinarnie zwolniony. Od 1987 przebywał w USA. Po powrocie do Polski objął w 1991 stanowisko dyrektora Powiatowego Urzędu Pracy w Jarosławiu. W 2001 został prezesem zarządu wojewódzkiego Stowarzyszenia Osób Represjonowanych w Stanie Wojennym.
W wyborach parlamentarnych w 1993 bez powodzenia kandydował do Sejmu z listy NSZZ „Solidarność”. Od 1996 do 2001 należał do Ruchu Odbudowy Polski, z którego przeszedł do Przymierza Prawicy. Jako jego członek bez powodzenia kandydował do Sejmu w wyborach parlamentarnych w 2001 z listy Prawa i Sprawiedliwości.
W latach 1998–2002 zasiadał w sejmiku podkarpackim z listy koalicji Ruch Patriotyczny Ojczyzna. Ponownie mandat radnego województwa uzyskał w 2006 z listy Ligi Polskich Rodzin. Wkrótce po wyborach wstąpił do klubu radnych Prawa i Sprawiedliwości, obejmując równocześnie stanowisko wicemarszałka w nowym zarządzie. W 2010 z listy PiS uzyskał reelekcję w wyborach wojewódzkich.
W wyborach parlamentarnych w 2011 uzyskał mandat poselski jako kandydat PiS w okręgu krośnieńskim. W grudniu 2011 przeszedł z PiS do klubu parlamentarnego Solidarna Polska. Przystąpił do powołanej w marcu 2012 partii o tej nazwie. We wrześniu 2013 reprezentował ją w wyborach uzupełniających do Senatu w okręgu nr 55, zajmując 3. miejsce spośród 7 kandydatów (uzyskał 11,09% głosów). Od grudnia tego samego roku zasiadał (przez około dwa lata) w zarządzie ugrupowania. W wyborach do Parlamentu Europejskiego w 2014 startował z listy tej partii w okręgu podkarpackim i nie uzyskał mandatu eurodeputowanego, zdobywając 4618 głosów. W lipcu 2014 zasiadł w klubie parlamentarnym Sprawiedliwa Polska, od marca 2015 działającym pod nazwą Zjednoczona Prawica. W 2015 nie wystartował w kolejnych wyborach parlamentarnych.

## Odznaczenia i wyróżnienia
W 1993 został honorowym obywatelem Jarosławia. W 1994 otrzymał Krzyż Semper Fidelis. W 2007, za zasługi w działalności na rzecz przemian demokratycznych w Polsce, został odznaczony przez prezydenta Lecha Kaczyńskiego Złotym Krzyżem Zasługi. W 2010 otrzymał odznakę Zasłużony dla „Solidarności” Regionu Przemyskiego. W 2015 otrzymał Krzyż Wolności i Solidarności, w 2020 odznaczony Krzyżem Oficerskim Orderu Odrodzenia Polski.